# Martin Boucar Tine
Martin Boucar Tine (né le 16 septembre 1966 à Koudiadiène) est un évêque catholique sénégalais. Il est l'évêque de Kaolack depuis 2018. Il est de la congrégation religieuse des Pères du Très Saint Sacrement.

## Biographie
Martin Boucar Tine est né le 16 septembre 1966 à Koudiadiène au sud-ouest du Sénégal dans la région de Thiès. Il fréquente d'abord le petit séminaire de Ngasobil avant de rejoindre la congrégation religieuse des Pères du Très Saint Sacrement où il entame une formation religieuse au collège Saint Gabriel de Thiès et au collège Sacré-Cœur de Dakar. 
Il étudie également la philosophie au centre Saint Augustin de Dakar. Par la suite, il fait son noviciat à Lonzo en République démocratique du Congo et y étudie la théologie catholique. Il obtient un baccalauréat en théologie à l'institut Saint Eugène de Mazenod à Kinshasa. Le 6 octobre 1995, Martin Boucar Tine fait ses vœux perpétuels à Koudiadiène et le 6 juillet 1996 il est ordonné prêtre de la Congrégation du Saint-Sacrement.
Après son ordination, de 1996 à 1999, Martin Boucar Tine occupe la charge vicaire paroissial à la paroisse Saint-Pierre des baobabs dans l'archidiocèse de Dakar. En 1997, il devient responsable du foyer Eymard. Il part faire des études en théologie dogmatique au Congo en 1999. Il y obtient une licence à l'université catholique du Congo à Kinshasa en 2001.
En 2001 Martin Boucar Tine devient directeur du scolasticat Emmaüs de Kinshasa avant de devenir en 2006 supérieur provincial de la Congrégation du Saint-Sacrement au Sénégal, fonction qu'il occupe jusqu'en 2011. En outre, à partir de 2008, il est nommé président de la Conférence des supérieurs religieux du Sénégal et à partir de 2010, il est vicaire paroissial de la paroisse Saint Joseph de Médina à Dakar. 
Entre 2011 et 2017, Martin Boucar Tine est conseiller général de la Congrégation du Saint-Sacrement à Rome et en même temps responsable de la commission pour la formation des Congrégations du Saint-Sacrement en Afrique. En 2017, il est devient le premier conseiller général et vicaire général de sa congrégation.

### Épiscopat
Le 25 juillet 2018, le pape François le nomme évêque du diocèse de Kaolack,,. Il est ordonné évêque le 24 novembre de la même année par le nonce apostolique au Sénégal, Michael Wallace Banach; les co-consécrateurs étaient l'archevêque de Dakar, Benjamin Ndiaye, et l'archevêque émérite de Dakar, le cardinal Théodore-Adrien Sarr. Son ordination a lieu en plein air au collège Pie XII à Kaolack et a rassemblé plus de 6000 fidèles,,.